# Ломонос этузолистный
Ломонос этузолистный (лат. Clematis aethusifolia) — вид цветковых растений рода Ломонос (Clematis) семейства Лютиковые (Ranunculaceae).

## Этимология
Русское название рода «ломонос» произошло от способности волосков плодов-семянок ломоноса восточного (Clematis orientalis) попадать в нос человека и вызывать неприятные ощущения. По другим источникам название рода связвно с неприятным запахом некоторых видов. 
Латинское научное название рода Clématis происходит от др.-греч. κληματίς, clēmatís — «вьющееся растение», что в свою очередь образовано от  др.-греч. κλήμα, klḗma — «веточка, росток, усик». В садоводстве (и в русском языке) закрепилась неверная форма ударения в научном названии рода — клема́тис.

## Ботаническое описание
Полукустарниковая лиана с прямостоящими стеблями высотой 20—40 см, в культуре до 2 м, реже с более высокими и лазящими.
Листья дважды- или триждыперистые, сильно варьируются по степени рассечённости и ширине конечных долей, первичные доли более менее длинно-черешковые, разделённые на тройчатые дольки разной ширины (от линейных до ромбических), ширококлиновидные, надрезанные, пильчатые и снизу более густо опушённые.
Цветки в пазушных метёлках, поникшие, с листообразными прицветниками, колокольчатые, длиной 1,5—2 см, беловатые или кремовые. Чашелистики в числе 4, узко продолговатые, коротко заострённые, с вполне или немного отогнутыми наружу верхушками, снаружи по краю густо белоопушённые.
Семянки опушённые, сплюснутые, с длинным, перисто опушённым носиком длиной до 3 см.
Цветение в июле — августе. Плодоношение в августе — сентябре.

## Распространение и экология
В природе ареал вида охватывает Восточную Сибирь, Дальний Восток России, Монголию и Китай.
Произратает по каменистым склонам, щебнистым осыпям и по сухим открытым склонам.

## Классификация

### Таксономия
Вид Ломонос этузолистный входит в род Ломонос (Clematis) трибы Anemoneae подсемейства Лютиковые (Ranunculoideae) семейства Лютиковые (Ranunculaceae) порядка Лютикоцветные (Ranunculales).
|  |                       |  |                                          |                                          |                        |  | ещё 4 подсемейства (согласно Системе APG II) | ещё 4 подсемейства (согласно Системе APG II) |                                      |  |  |  | ещё 6 родов       | ещё 6 родов              |  |  |
|  |                       |  |                                          |                                          |                        |  | ещё 4 подсемейства (согласно Системе APG II) | ещё 4 подсемейства (согласно Системе APG II) |                                      |  |  |  | ещё 6 родов       | ещё 6 родов              |  |  |
|  |                       |  |                                          | семейство Лютиковые                      |                        |  |                                              |                                              | триба Anemoneae                      |  |  |  |                   | вид Ломонос этузолистный |  |  |
|  |                       |  |                                          | семейство Лютиковые                      |                        |  |                                              |                                              | триба Anemoneae                      |  |  |  |                   | вид Ломонос этузолистный |  |  |
|  | порядок Лютикоцветные |  |                                          |                                          | подсемейство Лютиковые |  |                                              |                                              | род Ломонос                          |  |  |  |                   |                          |  |  |
|  | порядок Лютикоцветные |  |                                          |                                          |                        |  |                                              |                                              |                                      |  |  |  |                   |                          |  |  |
|  |                       |  | ещё 9 семейств (согласно Системе APG II) | ещё 9 семейств (согласно Системе APG II) |                        |  |                                              | ещё 8 триб (согласно Системе APG II)         | ещё 8 триб (согласно Системе APG II) |  |  |  | ещё 230—250 видов |                          |  |  |
|  |                       |  |                                          | ещё 9 семейств (согласно Системе APG II) |                        |  |                                              |                                              | ещё 8 триб (согласно Системе APG II) |  |  |  |                   |                          |  |  |

### Представители
А рамках вида выделяют несколько разновидностей:
- Clematis aethusifolia var. aethusifolia — листья сложно-рассечённые и дольки более узкие.
- Clematis aethusifolia var. latisecta Maxim. — отличается более сильным опушением и широкими листьями.